# Đội tuyển Fed Cup Azerbaijan
Đội tuyển Fed Cup Azerbaijan đại diện Azerbaijan ở giải đấu quần vợt Fed Cup và được quản lý bởi Liên đoàn Quần vợt Azerbaijan. Đội chưa thi đấu kể từ năm 2007.

## Lịch sử
Azerbaijan tham gia kì Fed Cup đầu tiên vào năm 2006. Thành tích tốt nhất của họ là thứ 5 ở Nhóm III các năm 2006 và 2007.